# Apobrata
Apobrata scutila és una espècie d'aranya araneomorfa de la subfamilia Erigoninae, dins de la família Linyphiidae. És l'únic membre del gènere monotípic Apobrata.
Fou descrita per primera vegada per J. A. Miller l'any 2004,

## Descripció
Té una grandària d'1.63 mm els mascles i 2.25 mm les femelles.

## Distribució
És un endemisme de les Filipines.